# Kampala Capital City Authority FC
Kampala Capital City Authority Football Club – ugandyjski klub piłkarski z siedzibą w Kampali, występujący w ugandyjskiej ekstraklasie. Po awansie do ligi w 1974 roku drużyna nigdy z niej nie spadła.

## Historia
Klub powstał jako Kampala City Council FC w 1963 roku. Założył go Samuel Wamala, który był szefem oddziału odpowiedzialnego za oczyszczanie miasta w Departamencie Inżynierii Miejskiej w Kampali. Początkowo członkami klubu byli robotnicy pracujący przy oczyszczaniu stolicy, ale wkrótce do zespołu dołączyły inne osoby związane z urzędem miasta.
KCC FC pierwotnie występowali w rozgrywkach regionalnych, a w 1974 roku zadebiutowali w ugandyjskiej Super League. W pierwszych dwóch sezonach klub zajmował drugą pozycję w tabeli, w obu przypadkach przegrawszy o jeden punkt z Express FC. W sezonie 1976 Kampala City Council FC o punkt wyprzedził wielkiego rywala i wywalczył mistrzostwo Ugandy. Oba zespoły walczyły o pierwsze miejsce w tabeli także w kolejnym roku, ale Express FC po jednym z meczów zostało wykluczone z rozgrywek za udział jej członków w antyrządowych manifestacjach. KCC obroniło więc tytuł mistrzowski, a w 1978 roku zajęło drugie miejsce, za należącym do armii Simba FC.
W 1978 roku KCC FC zdobył Klubowy Puchar CECAFA pokonując w finale 3:2 po rzutach karnych (po dogrywce było 0:0) Simba SC z Tanzanii. Stołeczny zespół był pierwszą drużyną z Ugandy, która wygrała to trofeum. Puchar w ręce kapitana zespołu, Sama Musenze przekazał Idi Amin. Drużyna Kampala City Council FC była amatorska, a po osiągnięciu międzynarodowego sukcesu cześć zespołu podpisała półprofesjonalne kontrakty w Zjednoczonych Emiratach Arabskich. Pomimo kadrowej rewolucji KCC w kolejnym roku dotarł do finału Pucharu CECAFA, gdzie przegrał 0:1 z kenijskim Abaluhya FC. W tym samym czasie zespół wywalczył także pierwszy Puchar Ugandy.
KCC FC przez cały czas utrzymuje status czołowego klubu w Ugandzie. Mistrzem kraju został także w 1991 roku, choć rozgrywki zostały przerwane. Rozegrano jednak ponad 75% spotkań, więc liderowi przyznano tytuł mistrzowski. W ekstraklasie klub dominuje zwłaszcza w drugiej dekadzie XXI wieku.
W rozgrywkach międzynarodowych największymi sukcesami klubu (oprócz triumfu w Pucharze CECAFA 1978) są awans do ćwierćfinału Afrykańskiego Pucharu Mistrzów Krajowych w latach 1978 i 1982, dotarcie do tego samego etapu rozgrywek o Afrykański Puchar Zdobywców Pucharów w 1985 i gra w półfinale Pucharu CAF w 1997 roku.
W 2011 roku ugandyjski parlament zatwierdził zmianę nazwy organu rządzącego Kampalą z Kampala City Council (Rada Miasta Kampali) na Kampala Capital City Authority (Władze Miasta Stołecznego Kampali), w związku z czym zmieniono także nazwę klubu piłkarskiego, który od tamtej pory występuje jako Kampala Capital City Authority Football Club.

## Sukcesy
- mistrzostwo Ugandy (12)[6]: 1976, 1977, 1981, 1983, 1985, 1991, 1997, 2007/2008, 2012/2013, 2013/2014, 2015/2016, 2016/2017.
- Puchar Ugandy (9)[5]: 1979, 1980, 1982, 1984, 1987, 1990, 1993, 2004, 2017.
- Superpuchar Ugandy (4)[5]: 2013, 2014, 2016, 2017.
- Klubowy Puchar CECAFA[3]: 1978.